# Музей августинців
Музей августинців (фр. Musée des Augustins) — музей образотворчого мистецтва у Тулузі (Франція), в якому представлена велика колекція картин та скульптур від середньовіччя до початку ХХ століття. Картини походять з усієї Франції; колекція скульптур представляє окситанську культурну традицію й особливо багата на твори романського мистецтва.

## Історія
Музей розташований у будівлі, спорудженій 1309 року в готичному стилі, де ранішезнаходився монастир Августинців . 1793 року, в ході французької революції, монастир був секуляризований, а указом Національного конвенту 27 серпня 1795 року відкрився для публіки як музей (незабаром після відкриття Лувра). Таким чином Музей августинців є одним із найстаріших музеїв Франції.
Спочатку в ньому розміщувались тимчасовий Музей Півдня Республіки, а пізніше (з 1804 р. до 1892 р.) Королівська академія красних мистецтв (яка в цей період перетвориться на «Школу красиних мистецтв та іпромислових наук»). Зараз цей заклад називається Вища школа красних мистецтв Тулузи («École supérieure des beaux-arts de Toulouse»). Музей августинців у Тулузі — один з п'ятнадцяти музеїв, заснованих у столицях провінцій Франції відповідно до адміністративного акту, відомого як Декрет Шапталя (Arrêté Chaptal), оприлюднений тодішнім міністром внутрішніх справ Жаном-Антуаном Шапталем 13 фрюктидора IX року за революційним календарем (31 серпня 1801 р.); таким чином, у п'ятнадцяти музеях було дозволено мати колекції «всіх майстрів усіх жанрів та всіх шкіл», тоді як самі музеї гарантували за власний рахунок розмістити їх у адекватних виставкових приміщеннях.
На початку 19 століття численні середньовічні споруди монастиря (зокрема трапезна) були зруйновані, а на їхньому місці Ежен Віолле-ле-Дюк та його учень Етьєн Дарсі створили нові художні галереї, до яких можна піднятися неоготичнимим монументальними сходами; роботи відбувалися з 1873 до 1901 року. Сьогодні в монастирі знаходиться реконструйований середньовічний сад. Будівля була класифікована як пам'ятка історії 1840 року.

## Колекції
Колекції складаються з понад 4000 творів. Основою колекції стали твори мистецтва, конфісковані у Церкви в часи Французької революції, а також вилучені приватні колекції емігрантів, зокрема в Тулузі, картини кардинала де Берні та Луї-Огюста Ле Тонлієра, барон де Бретея . У музейній церкві знаходиться орган, побудований 1981 року Юргеном Арендом .

### Картини
Французькі школи XV—XVIII століть представляють Жан-Батист Удрі, Філіпп де Шампань, Луїза Муайон, Валентен де Булонь, П'єр-Анрі де Валенсьєн та Жан-Антуан Гудон, а також художники з Тулузи та її регіону, такі як Антуан і Жан-П'єр Рівальц, Нікола Турньє, Франсуа де Труа та Жозеф Роке .
Французький живопис XIX століття представлений творами Анрі Тулуза-Лотрека, Жана Огюста Домініка Енгра, Жана Едуара В'юйяра і Ежена Делакруа .
Колекція також включає твори іспанських, голландських та італійських художників: Нері ді Біччі, Лоренцо Монако, Креспі, П'єтро Перуджіно, Бернардо Строцці, Гвідо Рені, Гверчіно, Карло Маратті, Рубенс, Антоніс Ван Дік, Якоб Йорданс, Альберт Кейп, ван Альст,Бартоломе Естебан Мурільйо .
З французьких художників тут також є твори Себастьяна Бурдона, П'єра Міньяра, Гіацинта Ріго, Нікола де Ларжильєра, Жана-Батіста Удрі, Клода Жозефа Верне, Елізабет Віже Лебрен Франческо Солімени, Франческо Гварді, Антуана Жана Кроса, Каміля Коро, Густава Курбе, Едуара Мане, Берти Морізо, Моріс Утрілло, Моріс Дені та інші.

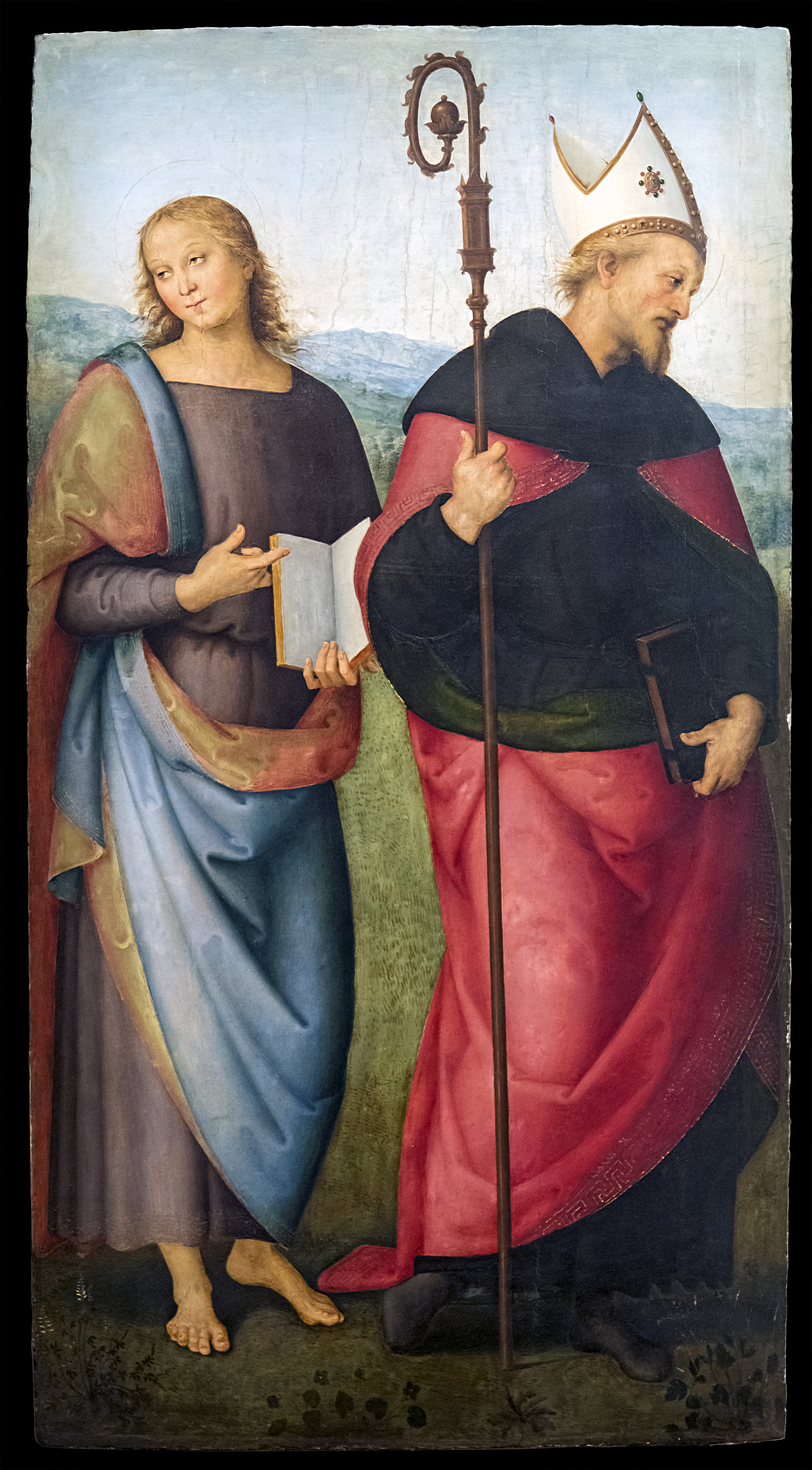
Перуджино, Евангеліст Іоанн та Святий Августин (1512 - 1523).
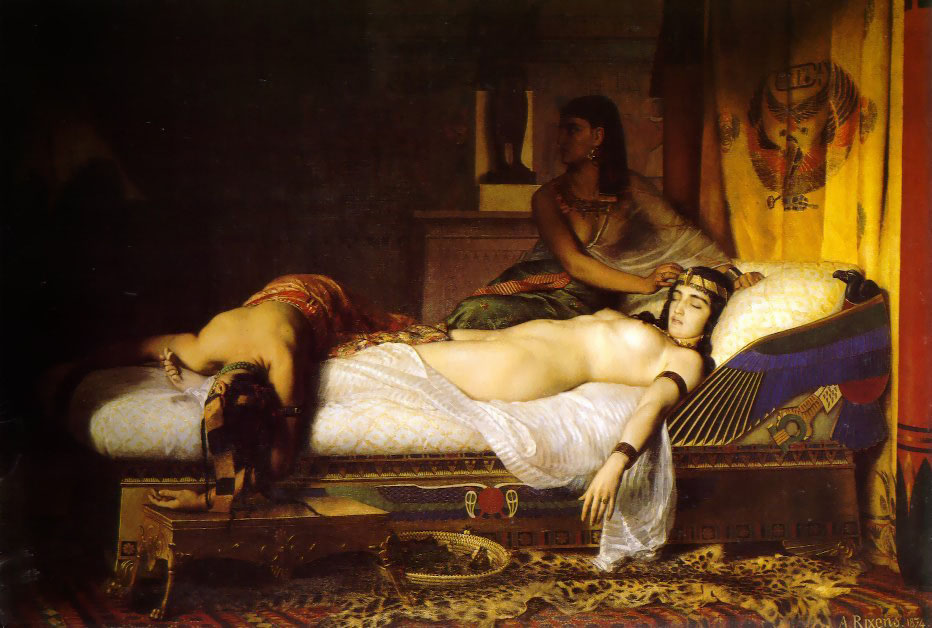
Жан-Андре Ріксенс, Смерть Клеопатри (1874).
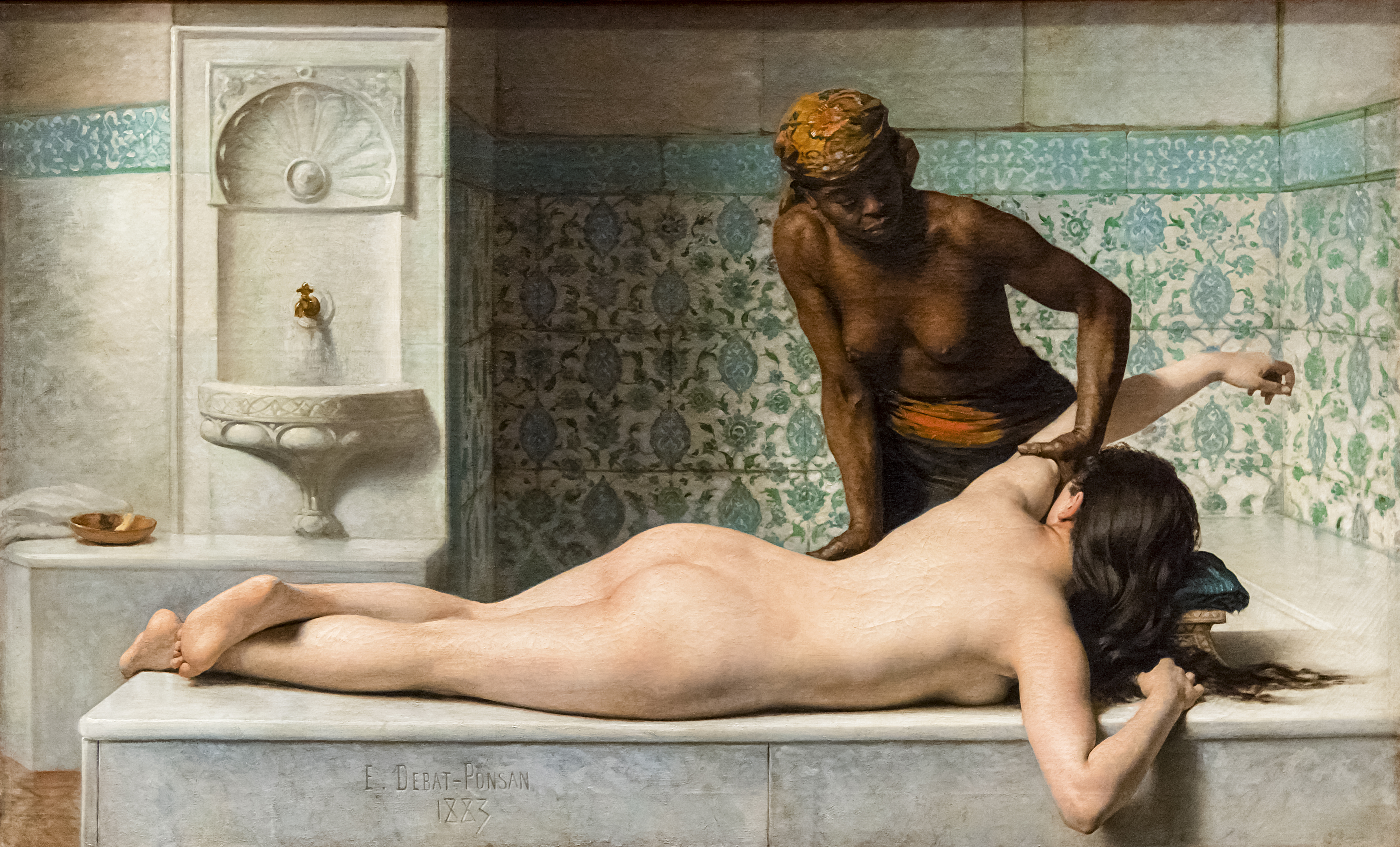
Едуар Деба-Понсан, Масаж
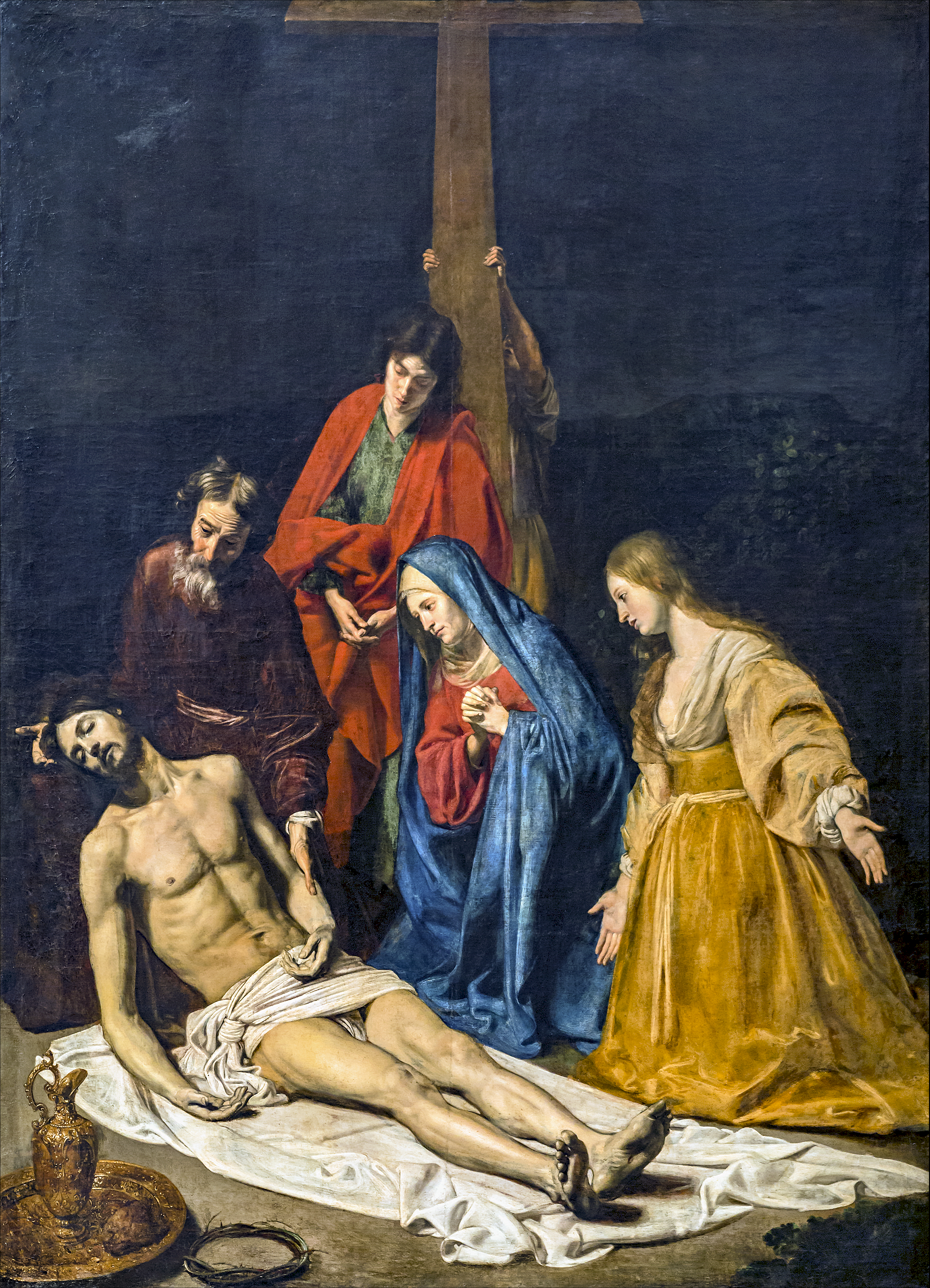
Нікола Турньє, Зняття з хреста

### Скульптура
Колекція скульптури значною мірою була зібрана завдяки антикварам та кураторам музеїв, зокрема Александру дю Межу, якому вдалося зберегти чимало скульптур під час руйнувань культових споруд у XIX столітті. Особливо важливою є колекція романської скульптури XII століття, яка походить з трьох головних релігійних споруд міста — монастиря Нотр-Дам де ла Дорад, базиліки Сен-Сернен та собору Святого Шарля Борромео в Сент-Етьєні . В колекції музею представлено також багато місцевих скульптур XIV і XV століть та вісім фігур з теракоти XVI століття з каплиці де Ріє (Нотр-Дам де Грасс та роботи майстра Ріє), побудованої близько 1340 року в монастирі Кордельє, а також гаргуйлі з того самого монастиря. У музеї також розміщена скульптура XIX століття, з гіпсовими роботами Александра Фальг'єра та його учня Антонена Мерсі, а також твори Родена та Ежена Тів'є та бронза Каміли Клодель . 

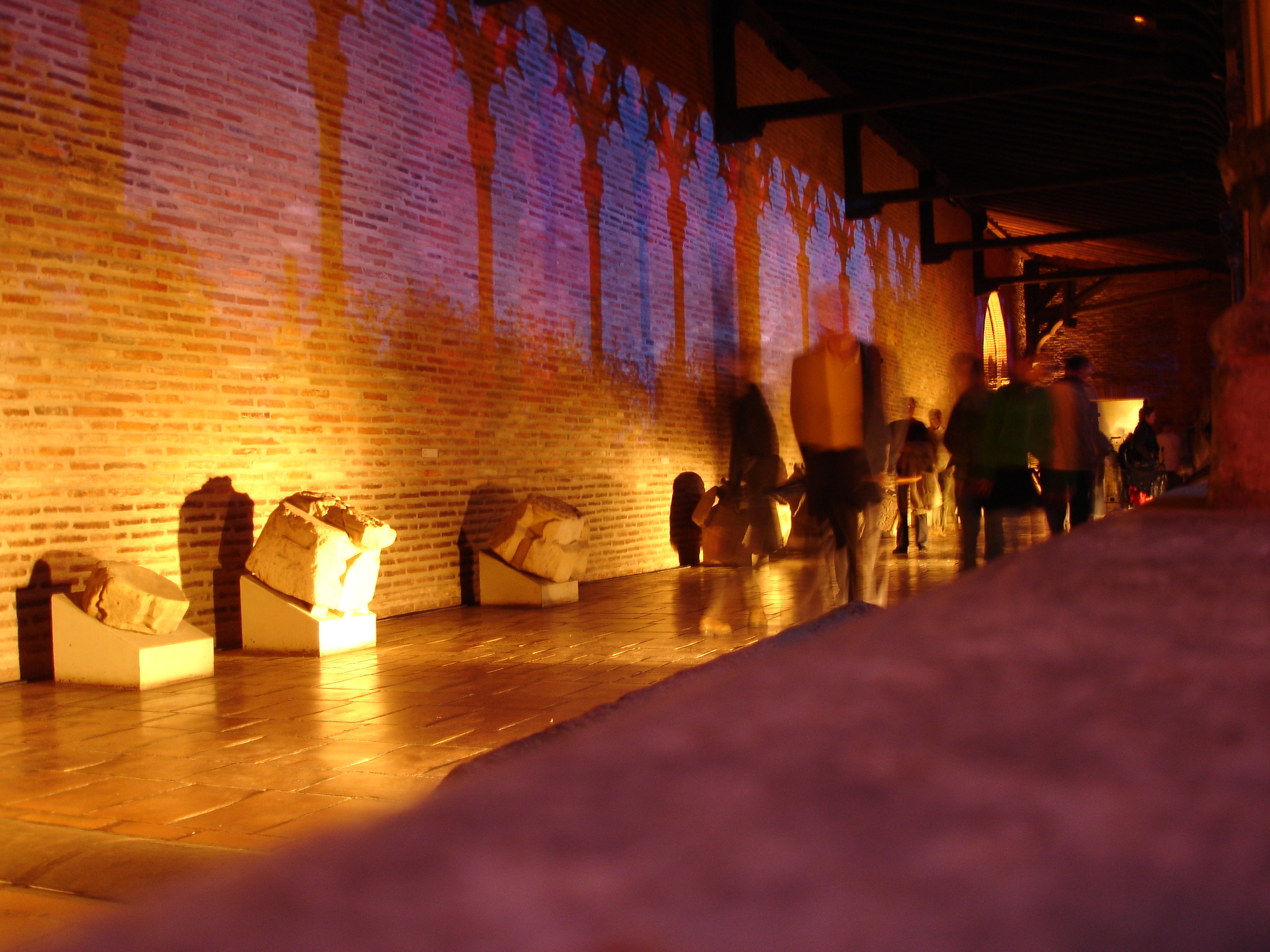
Монастир августинців
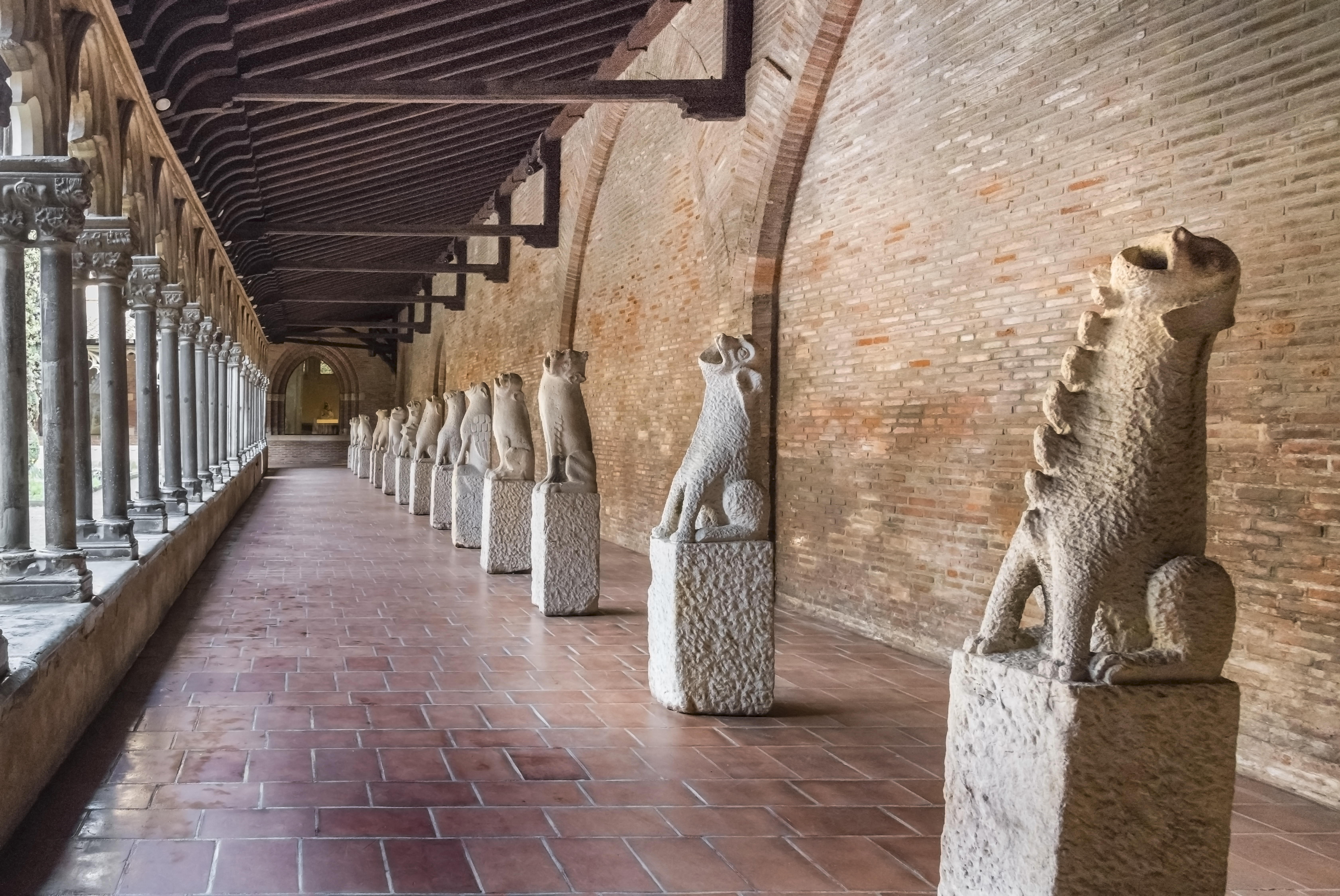
Гаргуйлі
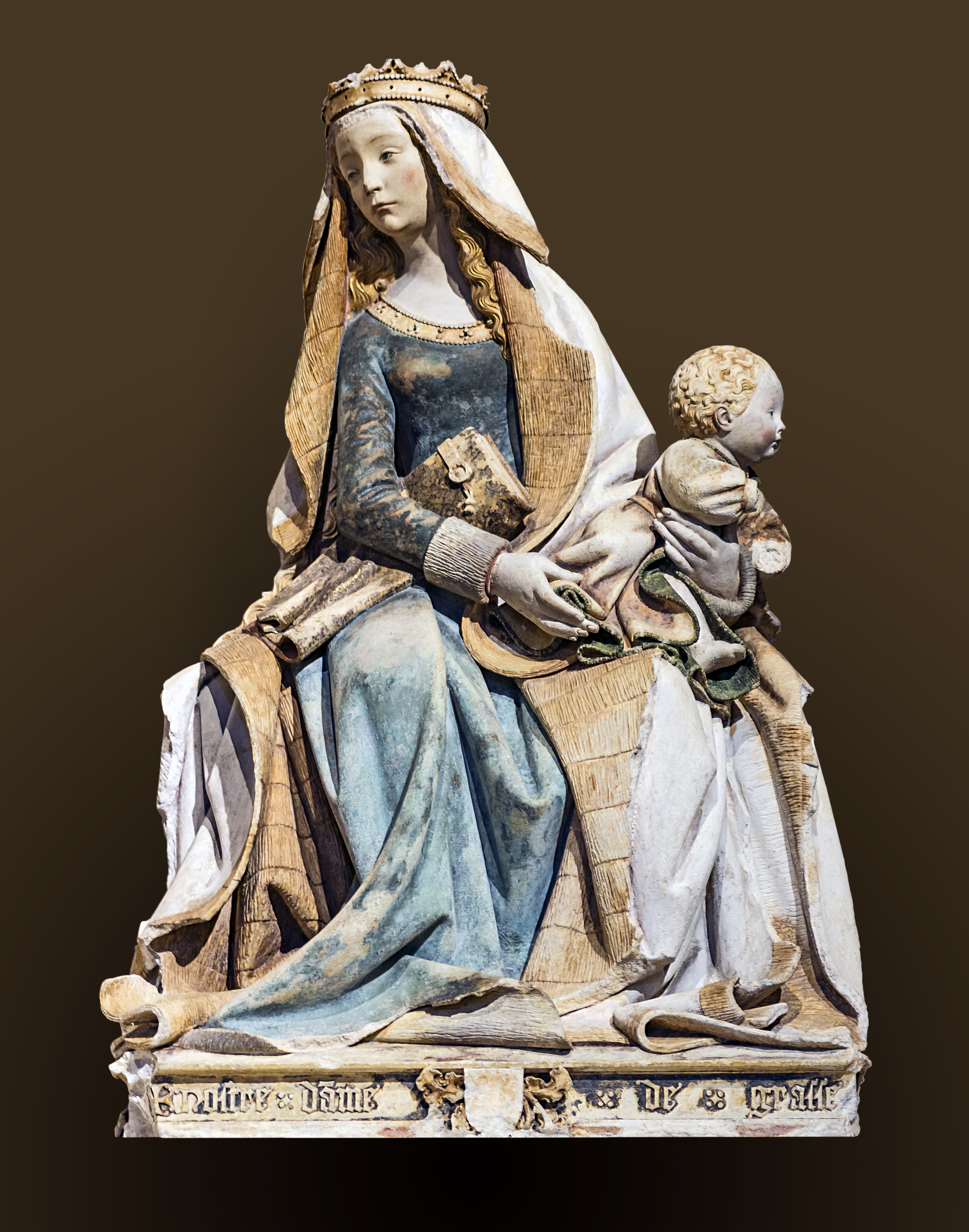
Нотр-Дам де Грасс